# Vorona (okręg Botoszany)
Vorona – wieś w Rumunii, w okręgu Botoszany, w gminie Vorona. W 2011 roku liczyła 2058 mieszkańców.